# Baetis alius
Baetis alius är en dagsländeart som beskrevs av Francis Day 1954. Baetis alius ingår i släktet Baetis och familjen ådagsländor. Inga underarter finns listade i Catalogue of Life.